# Pseudomysz malutka
Pseudomysz malutka (Pseudomys novaehollandiae) – gatunek gryzonia z rodziny myszowatych, występujący w południowo-wschodniej części Australii i na Tasmanii.

## Klasyfikacja
Gatunek ten został opisany naukowo w 1843 roku przez G.R. Waterhouse’a jako Mus Novæ-Hollandiæ (od Nowej Holandii, historycznej nazwy Australii). Miejsce typowe to Yarrundi nad górnym biegiem rzeki Hunter w Nowej Południowej Walii. Nie wyróżnia się podgatunków. Różnice genetyczne dzielące pseudomysz malutką i pseudomysz delikatną (Pseudomys delicatulus) są na tyle małe, że pierwsza może być podgatunkiem pseudomyszy delikatnej. Innym blisko spokrewnionym gatunkiem jest pseudomysz pośrednia (Pseudomys pilligaensis).

### Nazewnictwo
W wydanej w 2015 roku przez Muzeum i Instytut Zoologii Polskiej Akademii Nauk publikacji „Polskie nazewnictwo ssaków świata” gatunkowi nadano nazwę pseudomysz malutka. W Australii zwierzę nosi angielską nazwę New Holland mouse, oraz aborygeńską nazwę Pookila.

## Występowanie
Pseudomysz malutka jest australijskim endemitem. Ma nieciągły zasięg występowania, została stwierdzona w Tasmanii, Wiktorii, Nowej Południowej Walii i Queenslandzie. Obecnie większość populacji skupia się wzdłuż wybrzeży środkowej i południowej Nowej Południowej Walii, w głębi lądu występuje tylko w okolicy Parkes. Historycznie znanych było 11 metapopulacji, w 2006 istniało ich 6–8. Badania genetyczne dowodzą, że gryzonie z kontynentu tworzyły w przeszłości jedną populację, a szczątki subfosylne wskazują, że zasięg gatunku znacznie zmalał po zasiedleniu Australii przez Europejczyków.
Gryzoń ten występuje na wybrzeżach i do 100 km w głąb lądu, od poziomu morza do około 900 m n.p.m. Preferuje gleby o grubej warstwie wierzchniej i miękkim podłożu, sprzyjające kopaniu nor, takie jak krzemionkowe gleby bielicowe, gliny piaszczyste, piaski gliniaste i wydmy. Na wybór miejsca mogą wpływać także inne czynniki, jak nachylenie czy nasłonecznienie. Pseudomysz malutka zamieszkuje wrzosowiska, otwarte tereny lesiste i porośnięte wydmy piaszczyste. Ze względu na dietę gryzonia, miejsca występowania cechuje zwykle duża różnorodność flory, szczególnie bylin strączkowych.

## Wygląd
Jest to niewielki gryzoń, łatwo mylony z obcą, inwazyjną myszą domową (Mus musculus). Pseudomysz malutka jest od niej nieco większa i cięższa, ma też większe oczy. Jest podobnie ubarwiona do europejskiej myszarki zaroślowej. Jej futro jest ciemnoszare z wierzchu a jaśniejsze od spodu, z białymi końcami; włosy są dość długie i bardzo miękkie. Ogon jest o 10–15% dłuższy niż reszta ciała, ciemnoszary z wierzchu i biały od spodu. Stopy także są białe.

## Tryb życia
Pseudomysz malutka prowadzi naziemny, nocny tryb życia. Kopie głębokie nory w piasku i miękkich glebach. Jest to zwierzę społeczne, dzielące norę z innymi osobnikami. Nory prawdopodobnie służą też za schronienie podczas pożarów buszu. Podejrzewa się, że umożliwia to tym ssakom osiągnąć szczyt liczebności w 3–5 lat po pożarze, na wczesnym lub pośrednim stadium odradzania się szaty roślinnej. Pożary mogą mieć korzystny wpływ na te zwierzęta, poprzez wymuszanie sukcesji roślinności. W Parku Narodowym Mount William na Tasmanii proponowano nawet wypalanie fragmentów buszu, dla podtrzymania tamtejszej populacji pseudomyszy malutkiej, jeśli w odstępach 7–10 lat nie wystąpiłyby naturalne pożary. Niektóre populacje żyją jednak też na terenach o dużym zagęszczeniu roślin, które przez długi czas uniknęły pożarów, takich jak Wilsons Promontory.
Areał osobniczy pseudomyszy malutkiej ma powierzchnię od 0,44 do 1,4 ha.
Jest wszystkożerna, choć preferuje nasiona roślin; jada również łodygi, liście i korzenie roślin, grzyby, a także owady i inne bezkręgowce. Może odgrywać znaczącą rolę w rozprzestrzenianiu nasion i zarodników.

## Rozmnażanie
Większość młodych rodzi się w okresie od sierpnia do stycznia (od późnej zimy do wczesnego lata na półkuli południowej), czasem sezon rozrodczy przedłuża się do jesieni. Jest to związane z dostępnością pokarmu, zależną od opadów i pożarów. Samice w pierwszym roku aktywności seksualnej mogą wydać na świat jeden miot, w drugim do trzech–czterech. W miocie rodzi się od jednego do sześciu młodych (średnio 4,6). Samica rodzi młode w ukrytym gnieździe, w ciągu dnia i karmi je przez 3–4 tygodnie. Samce osiągają dojrzałość płciową mając 20 tygodni, samice mając 13 tygodni lub wcześniej, jeśli zagęszczenie populacji jest małe.

## Populacja i zagrożenia
Liczebność pseudomyszy malutkiej maleje, ocenia się, że żyje mniej niż 10 tysięcy dorosłych osobników. Nie jest ona objęta planem ochronnym. Liczebność waha się w czasie, ma na nią wpływ wielkość opadów i intensywność pożarów. Do zagrożeń dla tego gatunku zaliczają się przede wszystkim niewłaściwe reżimy ogniowe - gatunek wymaga specyficznej roślinności, odradzającej się po pożarach buszu, oraz drapieżnictwo ze strony zdziczałych kotów. Ssakom tym zagraża też utrata i fragmentacja sprzyjających siedlisk, zmniejszenie opadów i susze związane ze zmianami klimatu. Mniej znaczącymi zagrożeniami są introdukowane lisy rude i psy, a także degradacja środowiska przez roślinożerców (w tym zwierzęta hodowlane), obce rośliny i pasożyta roślin Phytophthora cinnamomi. Również konkurencja z myszą domową może być niekorzystna dla pseudomyszy malutkiej, choć ta pierwsza jada więcej owadów i w sprzyjającym środowisku może zająć inną niszę
Międzynarodowa Unia Ochrony Przyrody obecnie uznaje pseudomysz malutką za gatunek narażony na wyginięcie. Amerykańska ustawa o zagrożonych gatunkach zalicza ją do gatunków zagrożonych.